# Fome durante a Guerra do Tigré
A fome na Guerra do Tigray é uma escassez aguda de alimentos que provoca morte e inanição na região de Tigray, na Etiópia, resultado da Guerra do Tigray iniciada em novembro de 2020. Em maio de 2021, havia 5,5 milhões de pessoas enfrentando insegurança alimentar aguda e mais de 350.000 pessoas passando por condições catastróficas de fome (IPC Fase 5). É a pior fome em todo o mundo desde a fome de 2011 na Somália.
A principal razão para a fome é a Guerra do Tigray em curso, o deslocamento e a perda de colheitas devido à guerra e enxames de gafanhotos. Conforme relatado pelo The Economist, o governo federal etíope estaria "deliberadamente retendo comida em um esforço para esfomear" a Frente de Libertação do Povo Tigray; uma afirmação contestada pelo governo etíope no final de janeiro. Em 10 de fevereiro de 2021, Abera Tola, chefe da Sociedade da Cruz Vermelha da Etiópia, descreveu as pessoas deslocadas "chegando aos campos nas cidades tigrínias [sendo] 'emagrecidos'" e que "sua pele [estava] realmente em seus ossos." Ele estimou que "oitenta por cento" de Tigray era inalcançável pela assistência humanitária. No início de fevereiro de 2021, Muferiat Kamil, Ministro da Paz da Etiópia, concordou com os representantes do Programa Mundial de Alimentos para permitir o aumento da distribuição de alimentos na região de Tigray.

## Reivindicações de intenção
Em 22 de janeiro de 2021, The Economist afirmou que era "provável que as autoridades [estavam] deliberadamente retendo comida em um esforço para esfomear os rebeldes."
No início de abril de 2021, a World Peace Foundation publicou um relatório no qual listava o Artigo 8(2)(b)(xxv) do Estatuto de Roma do Tribunal Penal Internacional, "Usar intencionalmente a inanição de civis como método de guerra, privando-os de objetos indispensáveis à sua sobrevivência, incluindo impedir deliberadamente o fornecimento de ajuda, conforme previsto nas Convenções de Genebra" e os Artigos 270 (i) e 273 do Código Penal Etíope de 2004 como leis criminais apropriadas em relação à fome na Guerra do Tigré. A seção 4 do relatório listava as evidências. Os autores concluíram que os governos da Etiópia e da Eritreia foram responsáveis pela fome, e que "evidências circunstanciais sugerem que [a fome foi] intencional, sistemática e generalizada."
No início de outubro de 2021, Mark Lowcock, que liderou o Escritório das Nações Unidas para a Coordenação de Assuntos Humanitários (OCHA) durante parte da Guerra de Tigray, afirmou que o governo federal etíope estava deliberadamente esfomeando Tigray, "executando uma campanha sofisticada para impedir a entrada de ajuda" e que "não havia apenas uma tentativa de matar de fome seis milhões de pessoas, mas uma tentativa de encobrir o que está acontecendo."
Em novembro de 2021, em Human Geography, Teklehaymanot G. Weldemichel argumentou que "a fome [na região de Tigray] foi desde o início um objetivo final dos governos da Etiópia e da Eritreia". Teklehaymanot listou as principais táticas que considerou como indutoras da fome incluindo a pilhagem sistemática e a destruição de infraestrutura; medidas bancárias que bloquearam o acesso ao dinheiro; e um cerco obstruindo a ajuda humanitária.

## Fatores e estimativas causais

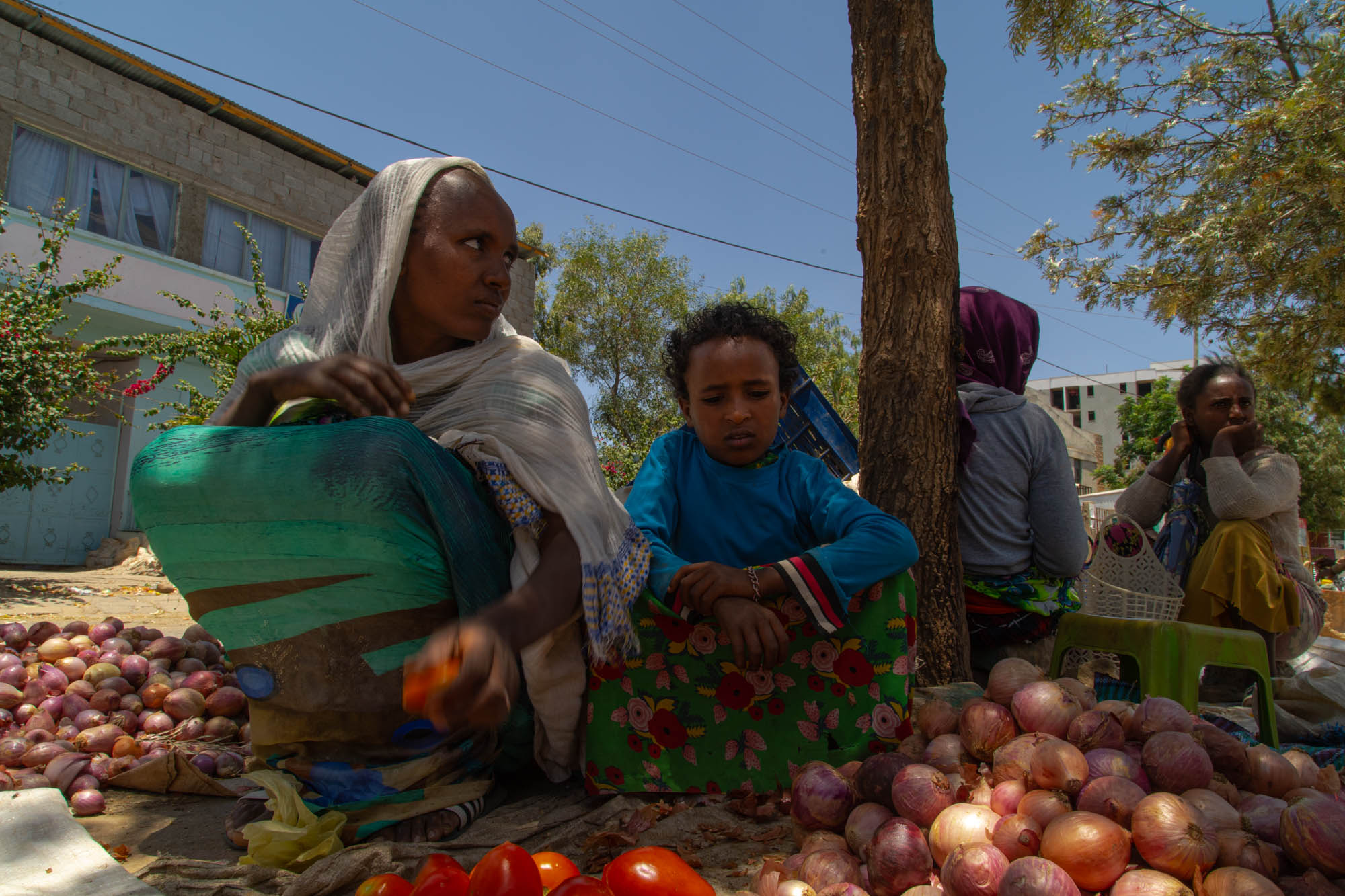
Mulher tenta vender tomates e cebolas em um mercado quase vazio em Hawzen em 6 de junho de 2021.

Em uma reunião de 8 de janeiro do Centro de Coordenação de Emergências de Tigray entre grupos de ajuda internacional e funcionários do Governo de Transição de Tigray em Mekelle, capital da região de Tigray, um administrador regional, Berhane Gebretsadik, estimou que "centenas de milhares" estavam em risco de inanição caso a ajuda alimentar não fosse aumentada e que, em Adwa, as pessoas estavam "morrendo enquanto dormiam".
Um funcionário federal afirmou que "não havia fome na Etiópia" em 19 de janeiro de 2021, segundo o The Economist.
Em 22 de janeiro de 2021, The Economist descreveu estimativas da Famine Early Warning Systems Network (FEWS NET) com Tigray estando "provavelmente a um passo da fome" e citando um "diplomata ocidental" estimando: "Poderíamos ter um milhão de mortos lá dentro de alguns meses". A queima das lavouras e o abandono dos campos antes da época da colheita foram listados pela publicação como fatores causadores da fome.
Em 25 de janeiro de 2021, Abraha afirmou que muitas pessoas foram deslocadas após terem suas propriedades saqueadas e que havia comida disponível, mas houve um problema de distribuição, pois os motoristas estavam com medo. Ele afirmou que as organizações de ajuda estrangeira não puderam deixar a capital Mekelle devido a preocupações de segurança dos comboios. Também descreveu a situação como "'sem precedentes em sua história', e que 4,5 milhões de pessoas precisavam de assistência alimentar de emergência". The Economist descreveu os bloqueios de acesso como a autorização inicial do governo federal, autorizações de governos regionais vizinhos e bloqueios por forças armadas locais "citando segurança" ou preocupados com o fornecimento de alimentos à Frente de Libertação do Povo Tigray.
No início de fevereiro de 2021, a FEWS NET classificou o nível de fome na Região de Tigray sob os critérios de Classificação Integrada das Fase de Segurança Alimentar (IPC) como "Emergência (Fase 4)" nas áreas centrais e como "Crise (Fase 3)" no restante da região de Tigray além do Tigray Ocidental. A FEWS NET considerou o conflito armado e as restrições de acesso, os baixos níveis de atividade econômica e a geração de renda e a "interrupção significativa da atividade de mercado" como fatores relevantes para que a segurança alimentar aguda de nível de fase 4 continue no centro e leste de Tigray até maio de 2021 .
De acordo com a Human Rights Concern Eritrea (HRCE), antes dos refugiados eritreus nos campos de refugiados de Shimelba e Hitsats serem forçados a retornar à Eritreia, eles estavam com tanta fome que foram "forçados a comer relva e raízes".
Em 10 de fevereiro de 2021, Abera Tola, chefe da Sociedade da Cruz Vermelha da Etiópia, declarou:

Civis deslocados que conseguiram chegar aos acampamentos nas cidades tigrínias estão 'emagrecidos'. Você vê que a pele deles está realmente em seus ossos. Você não vê nenhum alimento em seus corpos. AFP
Abera afirmou que "oitenta por cento" de Tigray era inacessível pela assistência humanitária. Ele previu que o número de mortes por inanição poderia chegar a "dezenas de milhares" dentro de dois meses.

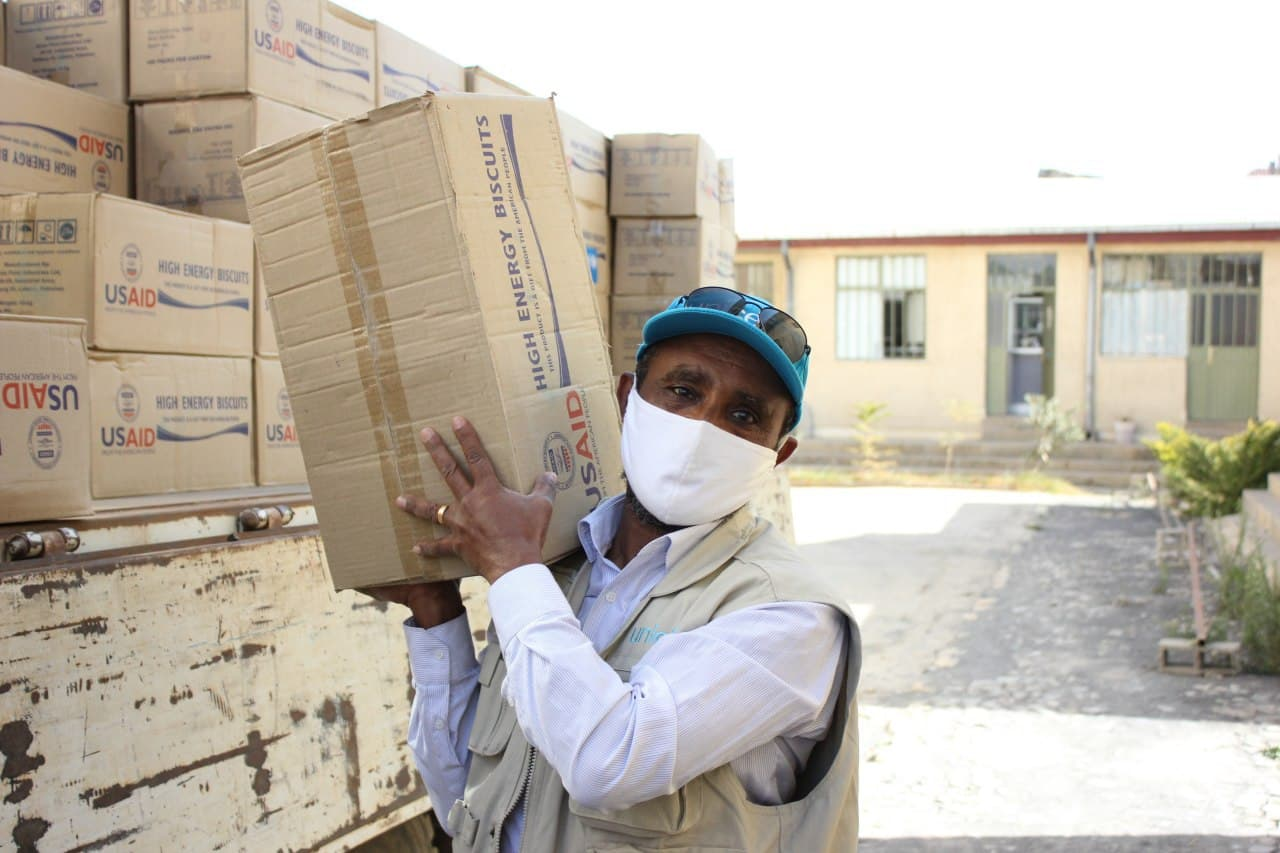
Ajuda alimentar da USAID em Tigray.

Em 2 de julho de 2021, o Conselho de Segurança das Nações Unidas discutiu o assunto e declarou que mais de 400.000 pessoas estavam sendo afetadas pela insegurança alimentar e que 33.000 crianças estavam gravemente desnutridas. O relatório também afirmou que 1,8 milhão de pessoas estavam à beira da fome.
Em 16 de novembro de 2021, Hagos Godefay, ex-chefe do departamento de saúde do governo pré-conflito de Tigray, anunciou que a pesquisa havia confirmado que pelo menos 186 crianças menores de cinco anos morreram em Tigray devido à inanição entre o final de junho e outubro de 2021.